# Giro del Belgio 1926
Il Giro del Belgio 1926, quindicesima edizione della corsa, si svolse in quattro tappe tra il 12 maggio e il 16 maggio 1924, per un totale di 1 055 km e fu vinto dal belga Jean Debusschere.

## Tappe
| Tappa  | Data      | Percorso            | km    | Vincitore di tappa | Leader cl. generale |
| ------ | --------- | ------------------- | ----- | ------------------ | ------------------- |
| 1ª     | 12 maggio | Bruxelles > Liegi   | 264   | Joseph Pé          |                     |
| 2ª     |           | Liegi > Lussemburgo | 255   | Félix Sellier      |                     |
| 3ª     |           | Lussemburgo > Namur | 236   | Jean Debusschere   |                     |
| 4ª     | 16 maggio | Namur > Bruxelles   | 300   | Jean Debusschere   | Jean Debusschere    |
| Totale | Totale    | Totale              | 1 055 |                    |                     |

## Dettagli delle tappe

### 1ª tappa
- Bruxelles > Liegi – 264 km

Risultati
| Pos. | Corridore      | Squadra       | Tempo    |
| ---- | -------------- | ------------- | -------- |
| 1    | Joseph Pé      | Automoto      | 9h17'23" |
| 2    | Félix Sellier  | Alcyon-Dunlop | ?        |
| 3    | Gérard Debaets | Alcyon-Dunlop | ?        |

### 2ª tappa
- Liegi > Lussemburgo – 255 km

Risultati
| Pos. | Corridore      | Squadra       | Tempo     |
| ---- | -------------- | ------------- | --------- |
| 1    | Félix Sellier  | Alcyon-Dunlop | 11h00'56" |
| 2    | Jules Matton   | Armor-Dunlop  | ?         |
| 3    | Maurice Depauw | Thomann       | ?         |

### 3ª tappa
- Lussemburgo > Namur – 236 km

Risultati
| Pos. | Corridore        | Squadra       | Tempo    |
| ---- | ---------------- | ------------- | -------- |
| 1    | Jean Debusschere | Alcyon-Dunlop | 7h52'15" |
| 2    | J. Devos         | Individuale   | ?        |
| 3    | Maurice Depauw   | Thomann       | ?        |

### 4ª tappa
- 16 maggio: Namur > Bruxelles – 300 km

Risultati
| Pos. | Corridore        | Squadra       | Tempo     |
| ---- | ---------------- | ------------- | --------- |
| 1    | Jean Debusschere | Alcyon-Dunlop | 12h25'45" |
| 2    | Jan Mertens      | Labor-Dunlop  | ?         |
| 3    | Aimé Dossche     | Automoto      | ?         |

## Classifiche finali

### Classifica generale
| Pos. | Corridore         | Squadra        | Tempo      |
| ---- | ----------------- | -------------- | ---------- |
| 1    | Jean De Busschere | Alcyon-Dunlop  | 41h04'55"  |
| 2    | Félix Sellier     | Alcyon-Dunlop  | a 18'28"   |
| 3    | Maurice Depauw    | Thomann        | a 23'09"   |
| 4    | Théo Beeckman     | Armor-Dunlop   | a 29'34"   |
| 5    | Joseph Pé         | Automoto       | a 30'35"   |
| 6    | Jules Matton      | Armor-Dunlop   | a 31'27"   |
| 7    | Aimé Dossche      | Automoto       | a 31'42"   |
| 8    | Louis Delannoy    | Labor-Dunlop   | a 53'23"   |
| 9    | Joseph Dervaes    | Labor-Dunlop   | a 55'52"   |
| 10   | Désiré Louesse    | Griffon-Wolber | a 1h00'28" |